# Fishia cupola
Fishia cupola là một loài bướm đêm trong họ Noctuidae.